# 266
266. је била проста година.

## Догађаји
- Цезар Публије Лициније Валеријан Егнације Галијен и Сабинил су конзули Римског царства.
- Краљ Оденат из Палмире напада Персију са циљем да освоји њену престоницу, Ктесифон, и два пута се приближава њеним зидинама, али их не успева освојити. Након својих победа, он себе велича као „краља над краљевима“.